# طاق سرگی
طاق سرگی یا سرجی(کرواتی: Slavoluk Sergijevaca) یک طاق نصرت به جا مانده از روم باستان است که در شهر پولای کرواسی واقع شده‌است. طاق، یادبود سه عضو خانواده سرگی، به ویژه لوسیوس سرگیوس لپیدوس، با درجه و جایگاه تریبونی است که در لژیون بیست و نهم خدمت می‌کرده و در نبرد آکتیوم شرکت داشت که ۲۷ پیش از میلاد خدمتش پایان یافت (به گمانی مرگ سرگیوس لپیدوس). این نمودی از زمان نزدیکی از ساخت را در ۲۹–۲۷ پیش از میلاد نشان می‌دهد. طاق پشت دروازه پیشین اصلی رو به دریای مستعمره روم قرار داشت. سرگی‌ها خانواده قدرتمند و از مقامات بودند و برای قرن‌ها این قدرت خود را حفظ کردند.

## تاریخچه
این طاق نصرت به نمودی از نشان افتخار، که یک دروازه شهر است، به عنوان نمادی از پیروزی در نبرد آکتیوم برپا شده‌است. همان‌طور که نوشته اصلی نشان می‌دهد، هزینه آن توسط همسر لپیدوس، سالویا پستوما سرگیا، پرداخت شده‌است. نام هر دوی آنها همراه با لوسیوس سرگیوس و گایوس سرگیوس، پدر و عموی لپیدوس بر روی سنگ حک شده‌است. در چهره پیشین، مجسمه‌های دو فرد یاد شده در بالای تاق، در دو طرف لپیدوس جای گرفته‌اند.
در دو سوی بالایی سنگ نوشته کوچک بالای طاق، یک سرتاق آرایی با نمادهای کوپیدو «خدای عشق»، گلدسته و دیگر بوکرانیاهایی «نگاره‌های برجسته نما» به‌چشم می‌خورد. نقش‌برجسته نوار بالایی طاق همچنین نشانگر نمایی با ارابه جنگی است که توسط اسب‌هایی کشیده می‌شود.
طاق با جفت ستون‌های نزدیک به هم به‌شیوه کورنتی تاجک‌دار با نماهایی از بال پیروزی «ویکتوریا وینگز» در سه‌گوشه‌های خم‌دار طاق نگاشته شده‌است و طاق سرگی روبروی دروازه اصلی «Porta Aurea» جای‌گرفته، بنابراین قسمتی که از سمت شهر قابل‌مشاهده است، تزئین شده‌است. کنده‌کاری‌های هلنیستی متاخر این طاق، با تأثیرهای چشمگیری از آسیای صغیر همراه است.

## یادداشت
این طاق همچنین مورد توجه هنرمندان بسیاری از جمله میکل آنژ و پیرانسی قرار گرفته‌است. 

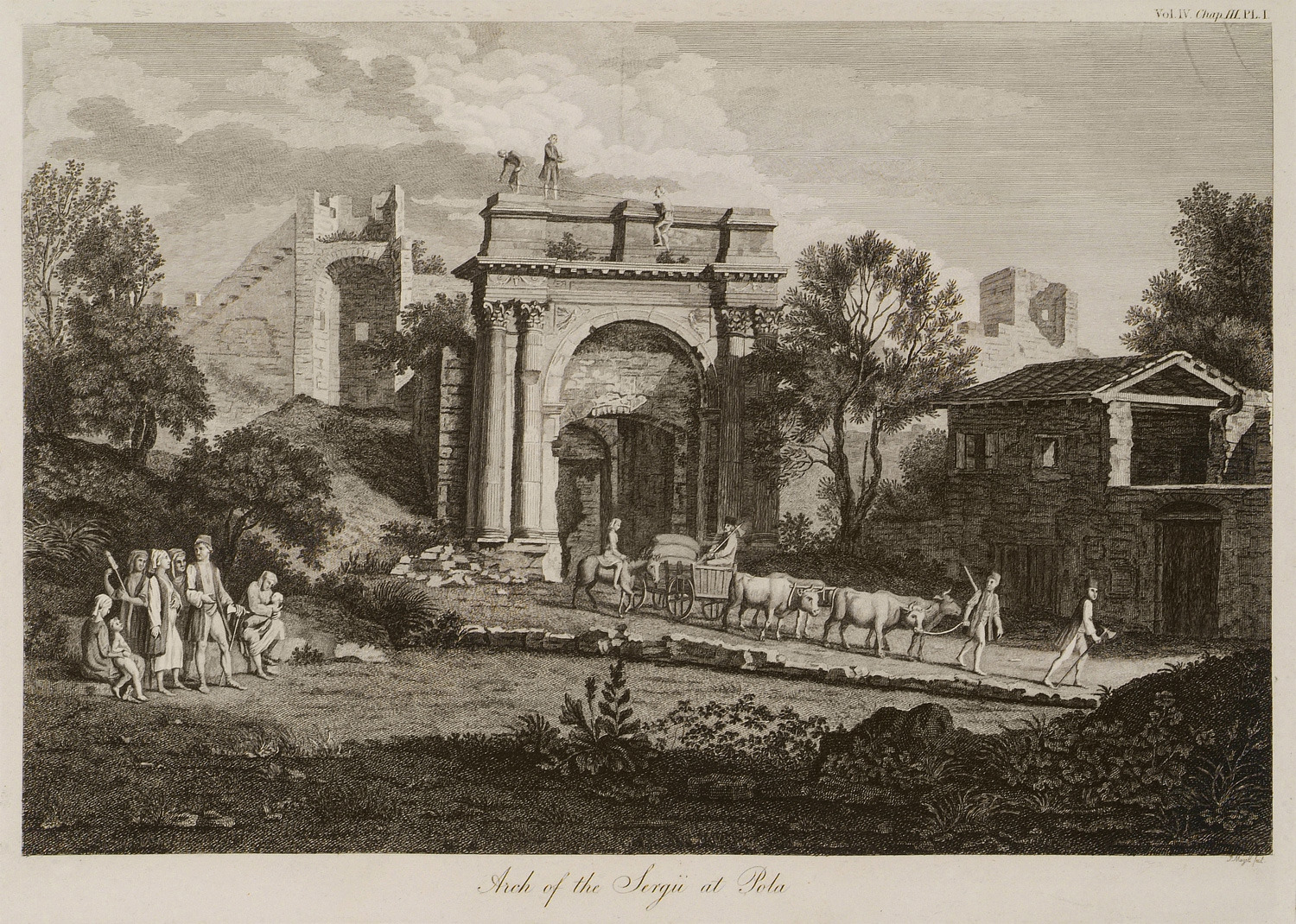
آثار باستانی آتن که توسط نگارگران و معمارانی چون جیمز استوارت FRS و FSA و نیکولاس رِوت اندازه‌گیری و ترسیم شده‌است. (ویرایش سوم ویلی ریولی)، لندن، جان نیکولز، ۱۷۹۴
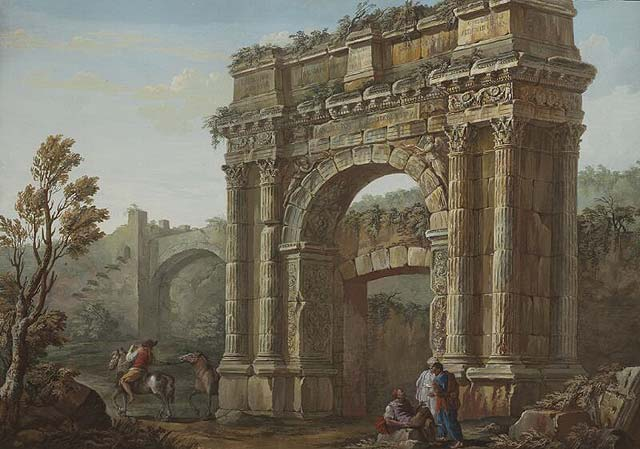
اثر هنری قرن ۱۸ توسط چارلز-لوئیس کلریسو که طاق سرگی و دروازه اصلی را نیز نشان می‌دهد که روبروی آن ساخته شده‌است.

## بیشتر بخوانید..
- فهرست تاق‌های پیروزی رومی

## بن‌مایه
1. 1 2 3  "Triumphal Arch of the Sergi - Golden Gate". PulaInfo. Archived from the original on 21 اكتبر 2018. Retrieved August 22, 2015. {{cite web}}: Check date values in: |archive-date= (help)
2. ↑  R. Matijašić (2008). "Salvija Postuma". Istrian Encyclopedia (به کروات). Miroslav Krleža Institute of Lexicography. Retrieved 2019-08-17.